# 七點半的太空人
《七點半的太空人》是台灣的大貓工作室製作的3D 動畫短片，預定在2014年6月完成，片長大約十分鐘，獲得文化部101年度電影短片輔導金的奖金补助，主角是的小女孩「小剪刀」和爸爸住在小鄉鎮。「小剪刀」夢想能成為對抗邪惡外星人的太空英雄。